# Pseudleptomastix abas
Pseudleptomastix abas är en stekelart som beskrevs av John S. Noyes 2000. Pseudleptomastix abas ingår i släktet Pseudleptomastix och familjen sköldlussteklar.
Artens utbredningsområde är Costa Rica. Inga underarter finns listade i Catalogue of Life.